# سباق العقبات
سباق العقبات هي رياضة حيث على المتنافس الأنتقال فيه سيرًا على الأقدام والتغلب على تحديات جسدية مختلفة على شكل عقبات.تتشابه العديد من العقبات مع تلك المستخدمة في التدريب العسكري، في حين أن البعض الآخر فريد بسباق العقبات ويتم توظيفه طوال السباق لاختبار القدرة على التحمل، القوة، السرعة والبراعة.
في السنوات الأخيرة أنتشرت تلك الرياضة في الجامعات الأمريكية مثل مثل جامعة تكساس إيه آند إم التي أطلقت منظمات وفرق خاصة بالرياضة.